# 王劍鍔
王劍鍔（1904年—？年）。江蘇省武進縣人。民國37年（1948年）在上海市選區當選第一屆立法委員

## 生平[1][2][3]
- 上海持志學院法學士
- 五華銀行行長
- 上海特別市市民聯合會常務委員
- 上海市公共租界華人納稅會執行委員
- 上海市參議員
- 上海市新成區區長
- 上海律師公會常務理事
- 民國37年，當選立法委員，曾出席第一屆立法院第一會期內政及地方自治委員會、財政及金融委員會、法制委員會。